# Streets I Have Walked
Streets I Have Walked è un album in studio del cantante statunitense Harry Belafonte, pubblicato nel 1963.

## Tracce
1. Sit Down
2. Erev Shel Shoshanim
3. Waltzing Matilda
4. My Old Paint
5. Mangwane Mpulele
6. This Land Is Your Land
7. Tunga
8. Sakura
9. Amen
10. The Borning Day
11. This Wicked Race
12. Come Away Melinda